# Venner (film)
 For alternative betydninger, se Venner (flertydig). (Se også artikler, som begynder med Venner)
Venner (russisk: Друзья) er en sovjetisk film fra 1938 af Leo Arnsjtam.

## Medvirkende
- Boris Babotjkin - Aleksej
- Irina Zarubina
- Nikolaj Tjerkasov - Beta
- Stepan Kajukov
- Kote Daushvili